# Советский сельсовет (Ставропольский край)
Сове́тский сельсове́т — упразднённое сельское поселение в составе Кировского района Ставропольского края Российской Федерации.
Административный центр — станица Советская.

## География
Находилось в восточной части Кировского района. Расстояние от административного центра муниципального образования до районного центра — 35 км.

## История
С 1 мая 2017 года, на основании Закона Ставропольского края от 5 декабря 2016 года № 116-кз, все муниципальные образования Кировского муниципального района (городское поселение город Новопавловск, сельские поселения Горнозаводской сельсовет, Зольский сельсовет, Комсомольский сельсовет, станица Марьинская, Новосредненский сельсовет, Орловский сельсовет, Советский сельсовет, Старопавловский сельсовет, посёлок Фазанный) были преобразованы, путём их объединения, в Кировский городской округ.

## Население
| 1989  | 2002  | 2010  | 2011  | 2012  |
| ----- | ----- | ----- | ----- | ----- |
| 7430  | ↗8046 | ↗8244 | ↘8214 | ↗8248 |
| 2013  | 2014  | 2015  | 2016  | 2017  |
| ↘8227 | ↘8165 | ↗8214 | ↗8242 | ↗8282 |

### Национальный состав
По итогам переписи населения 2010 года проживали следующие национальности (национальности менее 1 %, см. в сноске к строке «Другие»):
| Национальность | Численность | Процент |
| -------------- | ----------- | ------- |
| Русские        | 5558        | 67,42   |
| Турки          | 1352        | 16,40   |
| Цыгане         | 626         | 7,59    |
| Азербайджанцы  | 190         | 2,30    |
| Армяне         | 181         | 2,20    |
| Другие         | 337         | 4,09    |
| Итого          | 8244        | 100,00  |

## Состав сельского поселения
До упразднения Советского сельсовета в состав его территории входили 2 населённых пункта:
| № | Населённый пункт | Тип населённого пункта          | Население |
| - | ---------------- | ------------------------------- | --------- |
| 1 | Липчанский       | хутор                           | ↗400      |
| 2 | Советская        | станица, административный центр | ↗9160     |

## Местное самоуправление
- Совет депутатов сельского поселения Советский сельсовет (состоял из 10 депутатов, избираемых на муниципальных выборах по одномандатным избирательным округам сроком на 5 лет)[20]
- Администрация сельского поселения Советский сельсовет[20]

Председатели совета депутатов
- с 20 июля 2008 года — Старцев Сергей Львович

Главы администрации
- с 20 июля 2008 года — Старцев Сергей Львович, глава сельского поселения[21]

## Инфраструктура
- Администрация Советского сельсовета
- Дом культуры
- Учреждение аварийно-спасательного формирования

## Образование
- Детский сад № 17 «Светлячок»
- Детский сад № 18 «Ромашка»
- Детский сад № 20 «Ягодка»
- Детский сад № 21 «Ягодка»
- Средняя общеобразовательная школа № 3. Здание было признано аварийным ещё в 2008 году. Открыта после реконструкции в декабре 2012 года[22].
- Детская музыкальная школа
- Детско-юношеская спортивная школа «Олимп»